# 볼프강 롤프
볼프강 롤프(독일어: Wolfgang Rolff, 1959년 12월 26일, 니더작센 주 람슈테트 ~)는 독일의 축구 감독이자 전직 선수이다.

## 선수 경력
롤프는 함부르크, 레버쿠젠, 바이어 위어딩겐, 카를스루에, 그리고 쾰른 소속으로 356번의 분데스리가 경기에 출전했다.(47골 득점) 그는 브레머하벤과 포르투나 쾰른 소속으로 2. 분데스리가 무대에서도 126번의 경기에 출전(23골 득점)했고, 프랑스로 건너가 스트라스부르 소속으로 리그 2에서 30번의 경기를 출전했고, 1983년에 함부르크 소속으로 분데스리가를 우승하고 같은 해 여름에 아테네에서 열린 유러피언컵 결승전에서 유벤투스를 이기고 함부르크의 대회 우승 주역이 되었으며, 5년 후에는 레버쿠젠 소속으로 UEFA컵을 1988년에 우승했다.
지칠 줄 모르는 미드필더로 정평이 난 롤프는 1983년에 서독 국가대표팀 경기에 처음 출전했고, 이후 유로 1984와 유로 1988에서 선수단 일원이 되었다. 2번의 유로 대회 모두 서독 국가대표팀 경기에 2번씩 출전했고, 멕시코에서 열린 1986년 월드컵에서 준우승을 할 때에도 2경기에 출전했다. 그는 1989년까지 총 37번의 국가대표팀 경기에 출전했다.

## 감독 경력
1997년, 그의 전 함부르크 동료였던 펠릭스 마가트가 롤프를 함부르크의 수석코치로 임명했다. 1998년, 롤프는 메펜을 단독 지휘했지만, 6개월 뒤 소속 구단은 2. 분데스리가로 강등되었다. 그는 카를스루에 소속 시절 구단 감독이었던 빈프리트 셰퍼를 슈투트가르트에서 보좌했으나, 얼마 지나지 않아 롤프는 슈바브인의 대행 감독으로 취임했다. 2000-01 시즌, 그는 전 독일 국가대표팀의 전 감독 베르티 포크츠와 레버쿠젠의 감독직을 맡았고, 이 구단 또한 볼프의 현역 시절 소속구단이었다. 포크츠가 2001년에 레버쿠젠에서 떠나면서, 롤프는 포크츠를 보좌할 수석 코치로 쿠웨이트 국가대표팀 수석 코치로 취임했다. 롤프는 포크츠를 따라 스코틀랜드로 가지 않았고, 대신 2004년 7월에 베르더 브레멘의 토마스 샤프 감독 보좌가가 되었다. 토마스 샤프 감독이 해임된 후, 롤프는 마티아스 회너바흐 감독과 함께 2013년 5월 15일 시즌 말까지 계약했다. 이후 2013년 5월 27일에 로빈 두트가 선수단의 새 감독으로 취임했다.

## 감독 통계
2014년 10월 15일 기준
| 구단          | 취임             | 해임             | 기록 | 기록 | 기록 | 기록 | 기록 | 기록 | 기록 | 기록  | 기록          |
| 구단          | 취임             | 해임             | 전   | 승   | 무   | 패   | 득   | 실   | 차   | 율    | 주            |
| ------------- | ---------------- | ---------------- | ---- | ---- | ---- | ---- | ---- | ---- | ---- | ----- | ------------- |
| 메펜          | 1997년 12월 17일 | 1998년 6월 30일  | 17   | 3    | 3    | 11   | 15   | 34   | −19  | 17.65 | [ 9 ]         |
| 슈투트가르트  | 1998년 12월 4일  | 1998년 12월 31일 | 3    | 1    | 1    | 1    | 5    | 6    | −1   | 33.33 | [ 10 ] [ 11 ] |
| 베르더 브레멘 | 2013년 5월 15일  | 2013년 5월 27일  | 1    | 0    | 0    | 1    | 2    | 3    | −1   | 0.00  | [ 12 ]        |
| 합계          | 합계             | 합계             | 21   | 4    | 4    | 13   | 22   | 43   | −21  | 19.05 | —             |

## 수상

### 선수
함부르크
- 유러피언컵: 1982–83
- UEFA 슈퍼컵 준우승: 1983
- 인터콘티넨털컵 준우승: 1983

레버쿠젠
- UEFA컵: 1987–88

서독
- 월드컵 준우승: 1986

### 감독
알-살미야
- 쿠웨이트 왕태자컵: 2015–16